# کتابخانه کاخ صلح

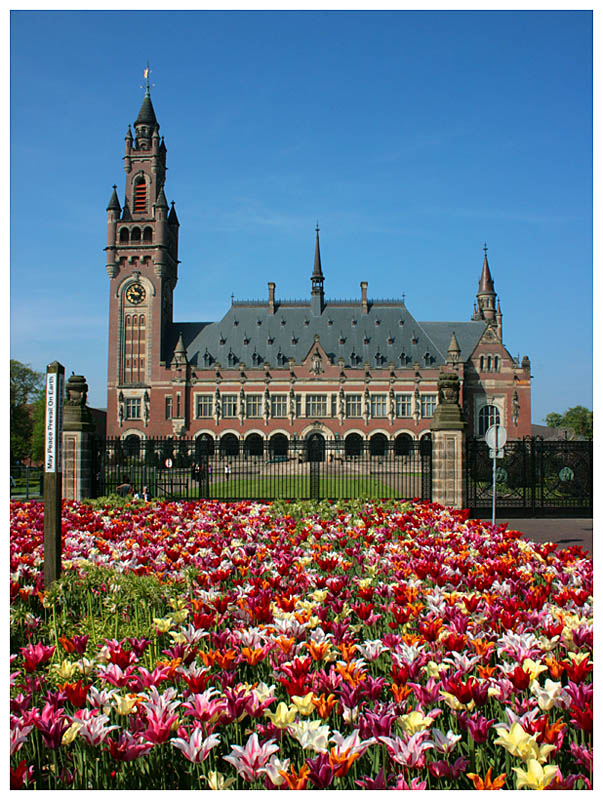
کاخ صلح، لاهه، هلند

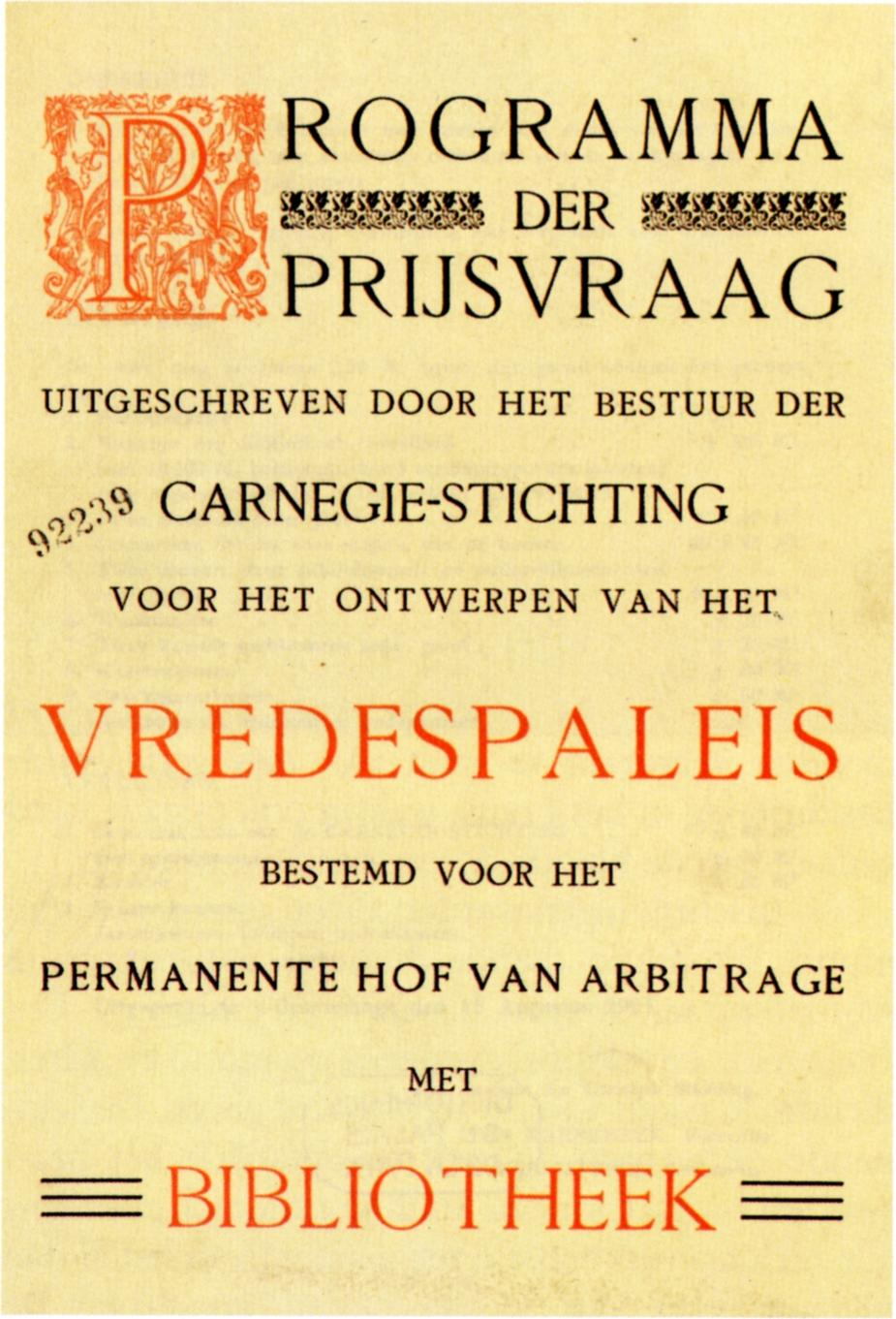
برنامه مسابقه معماری کاخ صلح ۱۹۰۵

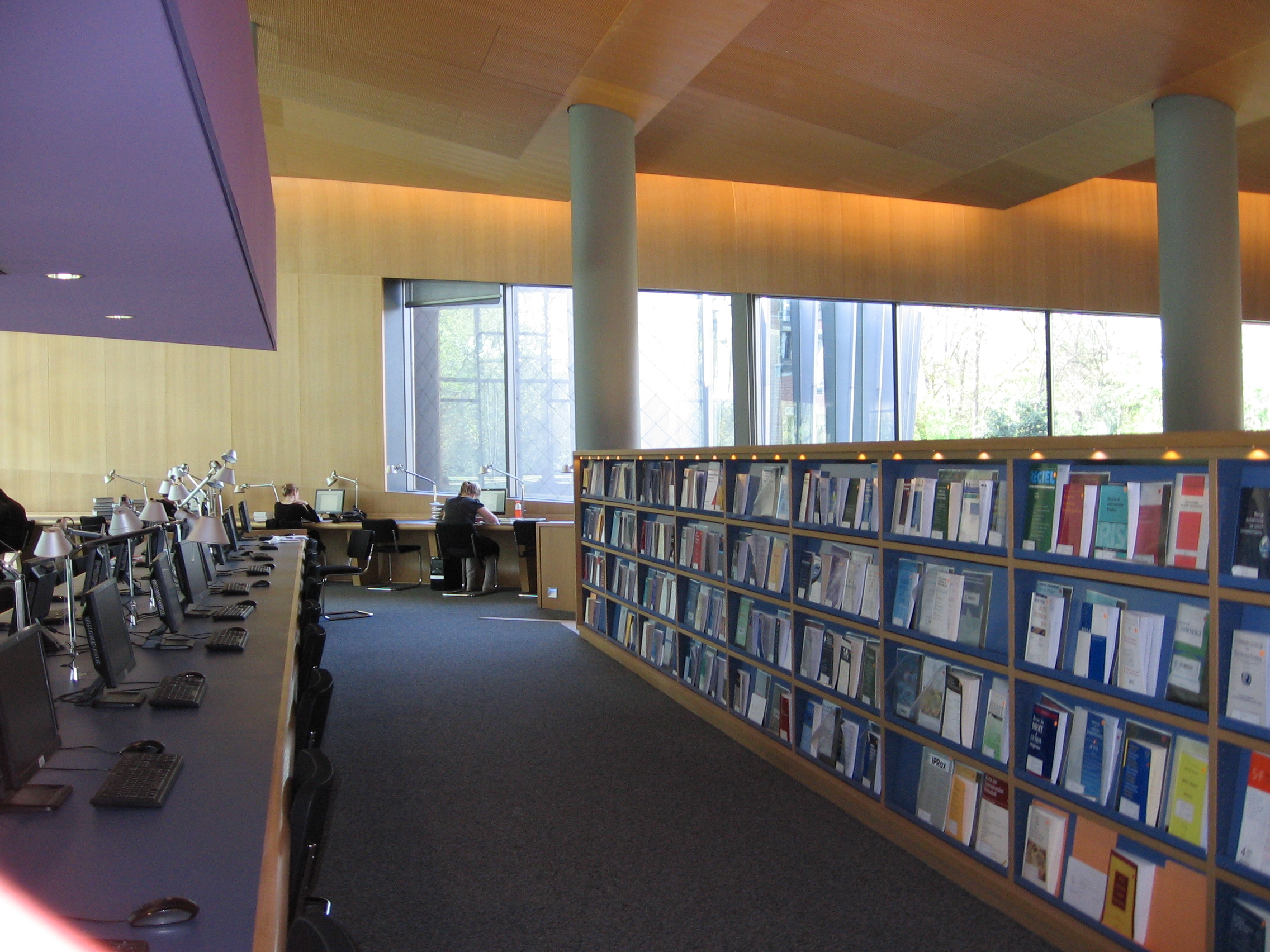
کتابخانه کاخ صلح

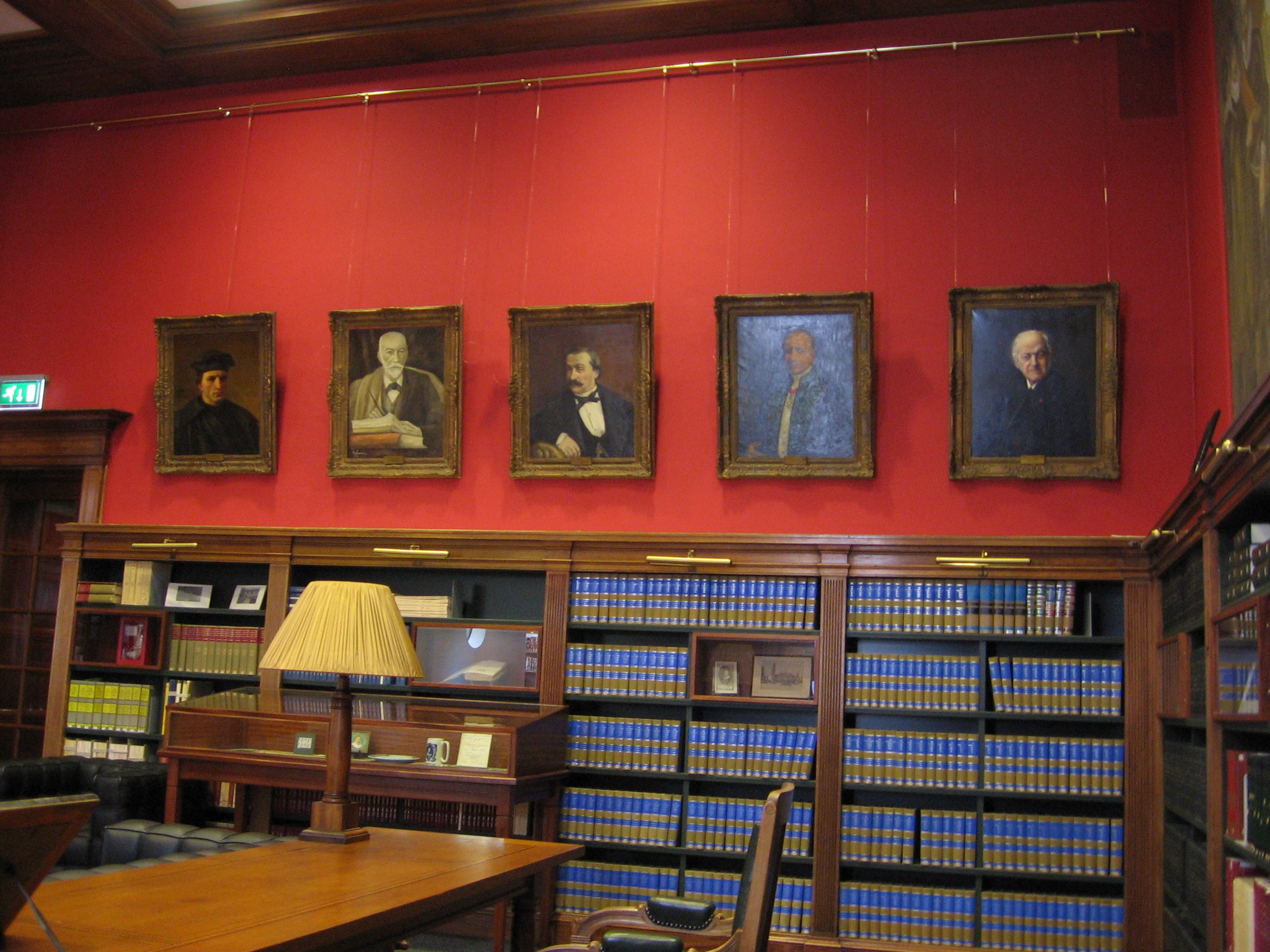
کتابخانه کاخ صلح

کتابخانه کاخ صلح مجموعه‌ای از منابع و مراجع تخصصی در زمینه حقوق بین‌الملل است. این کتابخانه در لاهه هلند واقع شده است و برای حمایت از دیوان دائمی دادگستری تأسیس شده است.

## شرح
این کتابخانه یکی از قدیمی‌ترین کتابخانه‌های اختصاص یافته به حقوق بین‌الملل است. هدف اصلی آن خدمات رسانی به دوایر و مؤسسات مقیم کاخ صلح از جمله دیوان بین‌المللی دادگستری، دادگاه دائمی داوری و آکادمی حقوق بین‌الملل لاهه است. این کتابخانه برای تمامی دانش‌پژوهان و دانشجویان حقوق بین‌الملل باز است. در سال ۲۰۲۲، کارین لودر مدیر این کتابخانه شد. در حال حاضر جرون ورولیت رئیس این کتابخانه است.

## تاریخچه و رابطه با بنیاد کارنگی
بنیاد کارنگی هلند در سال ۱۹۰۳ ایجاد شد. سپس این کتابخانه کمک مالی ۱٬۵ میلیون دلاری توسط اندرو کارنگی دریافت کرد، که ساخت کاخ صلح را ممکن کرد. این کاخ در سال ۱۹۱۳ درست قبل از شروع جنگ جهانی اول تکمیل گردید.

## مجموعه
کتابخانه کاخ صلح از سال ۱۹۱۳ شروع به جمع‌آوری انتشارات مختلف کرده است و اکنون بیش از یک میلیون کتاب و سند را درخود جای داده و به مراجعه‌کنندگان ارائه می‌دهد. بخش بزرگی از فهرست این کتابخانه به صورت آنلاین قابل جستجو است که اقلام کتاب را نیز طبقه‌بندی می‌کند. این کتابخانه سعی می‌کند در طبقه‌بندی تا حد امکان به کاتالوگ کتاب‌شناسی کاخ پایکس وفادار بماند. این کاتالوگ در سال ۱۹۱۶ توسط السا اوپنهایم، دختر وکیل بین‌المللی ژاک اوپنهایم طراحی شده است، این کتابخانه همچنین از یک سیستم طبقه‌بندی مدرن با حدود ۴۵۰۰ کلمه کلیدی استفاده می‌کند.

## انتشارات
وبلاگ کتابخانه کاخ صلح، سرویس خبری اخبار حقوق بین‌الملل و راهنمای پژوهشی کتابخانه کاخ صلح را نگهداری کرده و پژوهشگران را با موضوعات مختلف حقوق بین‌الملل آشنا می‌کند.
در طول جشن‌های صدمین سالگرد خود در سال ۲۰۱۳، کتابخانه نسخه ۱۴۹۹ مؤسسه‌های گایوس را به دست آورد.

## جایزه
در سال ۲۰۰۵، کتابخانه برنده جایزه IALL برای ارتباطات شد.

## ادبیات
- دوینستی، باب؛ مایجر، دان؛ تیلانوس، فلوریس و همکاران، بنای صلح: صد سال کار روی صلح از طریق قانون. کاخ صلح ۱۹۱۳–۲۰۱۳، لاهه: بنیاد کارنگی، [۲۰۱۳]